# Guadua velutina
Guadua velutina är en gräsart som beskrevs av London~o och Lynn G. Clark. Guadua velutina ingår i släktet Guadua och familjen gräs. Inga underarter finns listade i Catalogue of Life.